# Il nostro è solo un mondo beat
Il nostro è solo un mondo beat è il primo album in studio de Gli Avvoltoi, pubblicato nel 1988.

## Descrizione
Album registrato in 4 giorni (dal 9 al 12 aprile 1988) da Gianluigi Cavaliere al Garage Recording Studio di Monselice. Prodotto da Franco Serena degruppo beat italiano I ragazzi dai capelli verdi.

## Tracce
1. Il nostro è solo un mondo beat (Lambertini) – 2:14
2. Gli avvoltoi sono qua (Lambertini) – 2:39
3. Giardino dei fiori (Lambertini) – 2:46
4. Tu lo sai (Lambertini) – 3:44
5. Tutto nero (Jagger/Richard/Beretta) – 2:48
6. Gloria (Morrison/Lambertini) – 3:32
7. Questa notte (Lambertini) – 2:18
8. È tornato fra di noi (lambertini) – 4:10
9. Hey Joe (Roberts/Lambertini) – 3:00
10. Farfisa (Lambertini) – 1:42

Bonus track (edizione 2007)
11. Questa notte (da Questa notte 7")
12. Era un beatnick (da Questa notte 7")
13. Un uomo rispettabile (da Questa notte 7")
14. L'abito non fa il beatnick (da Neolithic Sound from South Europe)
15. Ora sai perché (da Ora sai perché)
16. 15° frustata (da Ora sai perché)
17. Non voglio pietà (da Ora sai perché)
18. Giardino dei fiori (unreleased demo 1987)

## Formazione
- Moreno Spirogi - voce
- Claudio Spirogi - chitarra
- Gregorio Bardini - organo, flauto traverso
- Ninfa - basso
- Tiberio Ventura - batteria

### Altri musicisti
- Oliviero Peci - Sitar in Tutto Nero